# 大尽
| ウィキペディアには「大尽」という見出しの百科事典記事はありません（タイトルに「大尽」を含むページの一覧/「大尽」で始まるページの一覧）。 代わりにウィクショナリーのページ「大尽」が役に立つかもしれません。 |